# Rödstrupig visslare
Rödstrupig visslare (Pachycephala nudigula) är en fågel i familjen visslare inom ordningen tättingar.

## Utseende och läte
Rödstrupig visslare är en knubbig tätting med rätt kraftig näbb. Hanen är omisskännlig med olivgrön ovansida, gultonad undersida, kolsvart huvud och artegen fläck med rödfärgad lös och bar hud på strupen. Honan är mattare i färgerna med grått huvud, olivgrön rygg, gul undersida och vit strupe. Ungfågeln liknar honan men har gul strupe. Honan skiljs från liknande orangebröstad visslare genom olivgröna ovansidan och helgula undersidan utan något inslag av orange eller rosa, samt genom en otydlig ljus ögonring. Sången är ljudlig och kraftfull, bestående av gälla visslade toner och härmingar från kråkor, gyllingar och andra fågelarter. Bland de högst varierande lätena hörs ett billarmlilnande "WEE-WOO-WEE-WOO".

## Utbredning och systematik
Rödstrupig visslare förekommer i bergsskogar på två öar i Små Sundaöarna. Den delas in i två underarter med följande utbredning:
- Pachycephala nudigula ilsa – förekommer på Sumbawa
- Pachycephala nudigula nudigula – förekommer på Flores

## Status och hot
Arten har ett stort utbredningsområde, men tros minska i antal, dock inte tillräckligt kraftigt för att den ska betraktas som hotad. Internationella naturvårdsunionen IUCN listar arten som livskraftig (LC).